# 帕蒂·哈里森
帕蒂·哈里森（英語：Patti Harrison，1990年10月31日—）是一名美國女演員和喜劇演員。她最知名的是其在喜劇劇集中的角色，如《女大當自強》（2019年－2021年）和《提姆·羅賓森：太超過囉！》（2019年－至今），以及喜劇電影《代孕關係》（2021年），後者為她贏得了獨立精神獎最佳女主角的提名。

## 早期生活
哈里森於1990年10月31日出生在俄亥俄州歐里恩特，是越南母親和美國父親的七個孩子中最小的一個。她的父親是底特律人，曾在美國陸軍服役，在越南戰爭期間認識了她的母親，當時她在父親的軍營裡做清潔工。在哈里森6歲時，父親死於心臟病發作。她對喜劇的第一次參與來自於她在俄亥俄大學期間參加的一個即興劇場，她沒有從該大學畢業。

## 職業生涯
哈里森於2015年搬到紐約市，從事喜劇事業，但後來搬到洛杉磯。她曾說，她的單口喜劇風格從她早期的表演中發生巨大的變化，最初由於身為跨性別女性而產生的內在跨性別恐懼症，她對開有關性和她的性行為的玩笑感到很焦慮。在接受《Vogue》採訪時，她描述了她的喜劇角色：「我是一個討厭的、愚蠢的人——這是我的聲音。我在舞台上是一個邪惡的、低劣的人，以一種非常有意識的方式——邪惡就是衝上去」。
2017年，哈里森因參加《吉米·法伦今夜秀》而獲得更廣泛的關注，她在節目中對時任總統唐納·川普對軍隊中跨性別人士的禁令開了玩笑。從那時起，她出現在電視劇《難以伺候》、《提姆·羅賓森：太超過囉！》、《大城小妞》和《搜尋死黨》，以及電影《失蹤網紅》中。2019年，她開始在Hulu喜劇劇集《女大當自強》中飾演魯西，此前該劇的聯合創作者和明星艾迪·布萊恩特通過Instagram聯繫她，鼓勵她去試演後來，她在動畫喜劇片《青春無密語》第四季中加入編劇團隊。
哈里森被評為2019年《綜藝》雜誌「值得關注的10位喜劇演員」之一。同年晚些時候，她與喬爾·金·布斯特共同主持喜劇中心的數位系列節目《Unsend 》。她還與里弗·L·拉米雷斯（River L. Ramirez）共同主持一個名為 《A Woman's Smile》的播客節目。2020年，她與其他喜劇演員如瑞秋·布羅斯納安和齊薇·富莫多共同出演《Yearly Departed》。同年，她開始在洛杉磯拉哥主持每月一次的節目《Died & Gone to Heaven!》。
2021年2月，哈里森在一次模仿企業粉紅裝飾的活動中，特別是模仿奧利奧餅乾品牌的一條推文，冒充Nilla威化餅乾的賬戶，因此被禁止使用推特。這場爭論使得她出現在《吉米·法伦今夜秀》上討論。同年晚些時候，她在《尋龍使者：拉雅》中為龍尾酋長配音，成為第一個參與迪士尼動畫片的跨性別演員。她還在《代孕關係》中首次擔任故事片主角，並因此獲得獨立精神獎最佳女主角的提名。

## 影響
哈里森說她早期的喜劇影響之一是《MADtv》，她在童年時喜歡看這個節目，並欽佩節目中的女性喜劇演員，特別是莫·柯林斯、妮可·沙利文和黛博拉・威爾森。她還說克莉絲汀·薇格和麗莎·庫卓是她的偶像，她小時候最喜歡的電影是《驚聲尖笑》系列電影。

## 個人生活
哈里森在從俄亥俄大學退學後不久就出櫃，成為一名跨性別女性；她說她的家人都很支持她。她在2021年被診斷出患有注意力不足過動症，她告訴《紐約客》，她推遲了尋求診斷，直到她「達到一個點，『她』對『她』無法保持正常生活感到非常沮喪」。她也是一位藝術家，經常在Instagram上發布她的作品。她曾為美國民主社會主義者拉過票。

## 影視作品

### 電影
| 年份 | 標題                                 | 角色                 | 備註                       |
| ---- | ------------------------------------ | -------------------- | -------------------------- |
| 2017 | 《Bagdad, Florida》                  | Bambi                |                            |
| 2018 | 《Channel Surfing》                  | Appolonia Moorehouse |                            |
| 2018 | 《失蹤網紅》                         | Kiko                 |                            |
| 2018 | 《Thread》                           | Hair Woman           |                            |
| 2021 | 《代孕關係》                         | Anna Caper           |                            |
| 2021 | 《尋龍使者：拉雅》                   | 龍尾酋長             | 聲演                       |
| 2022 | 《》                                 | Allison              |                            |
| 2022 | 《Cool Blue Car》                    | 女子                 | 為Adult Swim拍攝的短篇電影 |
| 2022 | 《Stand Out: An LGBTQ+ Celebration》 | 她自己               |                            |
| 2022 | 《麥克和麗塔》                       | Stephanie            |                            |
| 2023 | 《舞台人蔘啊》                       | Caroline             |                            |
| 2023 | 《》                                 | 布蘭迪               | 聲演                       |
| TBA  | 《Press Your Luck》                  |                      |                            |

### 電視
| 年份     | 標題                            | 角色                                    | 備註                                 |
| -------- | ------------------------------- | --------------------------------------- | ------------------------------------ |
| 2016－17 | 《没有布雷特·戴维斯的特别节目》 | Patti / Sharting Woman / Maygan Mason   | 6集 編劇（3集）                      |
| 2017     | 《大城小妞》                    | Anthropologie Employee                  | 集數：「Bedbugs」                    |
| 2017     | 《The Chris Gethard Show》      | Sharon Herron                           | 集數：「Take a Chance」              |
| 2017     | 《搜尋死黨》                    | Renee                                   | 3集                                  |
| 2017－18 | 《吉米·法伦今夜秀》             | Correspondent                           | 3集                                  |
| 2019     | 《難以伺候》                    | Chrinty                                 | 集數：「Breathwork」                 |
| 2019     | 《薩曼莎比之全面開戰》          | Correspondent                           | 第四季第13集                         |
| 2019     | 《馬男波傑克》                  | Barbara（聲演）                         | 集數：「Feel-Good Story」            |
| 2019－21 | 《提姆·羅賓森：太超過囉！》     | 多名角色                                | 3集 編劇（4集）                      |
| 2019－21 | 《女大當自強》                  | Ruthie                                  | 16集                                 |
| 2020     | 《神奇少女友誼隊》              | The Mushroominations（聲演）            | 集數：「Anti Fungal Spit Skanks」    |
| 2021     | 《》                            | 她自己                                  | 3集                                  |
| 2021     | 《開心漢堡店》                  | Patti / Pixie Princess Patricia（聲演） | 2集                                  |
| 2021     | 《Ziwe》                        | 多名角色                                | 3集                                  |
| 2021     | 《圖卡和柏蒂》                  | Martha（聲演）                          | 4集                                  |
| 2021     | 《超Q特攻隊》                   | Stat（聲演）                            | 10集                                 |
| 2021     | 《》                            | 她自己                                  | 1集                                  |
| 2021     | 《探險活寶：遙遠的秘境》        | 武器頭（聲演）                          | 集數：「巫師城」                     |
| 2021－22 | 《北方極樂園》                  | Debbie, Momma Marita（聲演）            | 8集                                  |
| 2021－22 | 《愛的超級晶片》                | Bangles de la Morga                     | 3集                                  |
| 2022     | 《忙碌黛布拉三连》              | London England                          | 集數：「Operation: Seal Team Debra」 |
| 2022     | 《》                            | 露露                                    | 集數：「就是小珍」                   |
| 2022     | 《美國老爹》                    | Ali（聲演）                             | 集數：「Smooshed: A Love Story」     |

## 外部連結
- 帕蒂·哈里森在互联网电影资料库（IMDb）上的資料（英文）
- 帕蒂·哈里森的Instagram帳戶